# Rosalind Ashford
Rosalind Ashford (Detroit (Michigan), 2 september 1943) is een Amerikaanse soulzangeres. Zij is het bekendst als een van de oorspronkelijke zangeressen van de pop- en soulgroep Martha & The Vandellas, waarvan zij deel uitmaakte van 1962 tot 1969. Met deze groep behoorde zij tot de succesvolste artiesten van Motown, de platenmaatschappij waar ze tot het einde van haar zangcarrière onder contract stond.

## Beginjaren
Ashford werd op 2 september van het jaar 1943 geboren in Detroit, als dochter van John en Mary Ashford, die later scheidden. Beide ouders steunden haar toen ze in de puberteit begon met zingen in verschillende koren. Het waren haar moeder en zus die ervoor zorgden dat zij in 1957 auditie deed bij een plaatselijke YMCA, waar zij werd aangenomen om samen met Annette Beard, Martha Reeves en Gloria Williams een meidengroep te vormen, genaamd The Del-Phis. Ze hadden, met vele optredens, op regionale schaal veel succes en daarnaast ook een contract bij het platenlabel Checkmate. De groep behaalde daar geen hits, evenmin als bij Mel-O-Dy, een dochterbedrijf van Motown. Rond die tijd verliet leadzangeres Gloria Williamson de groep, vanwege de teleurstellende prestaties.
Toen Martha Reeves een baan als secretaresse had bij Motown, nodigde zij Ashford en Beard uit om naar de studio te komen. Omdat Marvin Gaye achtergrondzangeressen nodig had voor zijn single "Stubborn Kind of Fellow", werden The Vells, zoals de groep zich intussen was gaan noemen, hiervoor uitgenodigd. Met haar hoge sopraanstem is Ashford in de kenmerkende intro van dit nummer duidelijk aanwezig. Mede door The Vells werd "Stubborn Kind of Fellow" de eerste hit van Marvin Gaye. Later zouden Ashford en de andere leden ook in andere hits van hem te horen zijn, te weten "Hitch Hike", zijn eerste top 40-hit, en "Pride and Joy", waarmee Gaye voor het eerst de top 10 binnendrong.
Doordat The Vells goed werk hadden geleverd voor Marvin Gaye, bood Motown hen een contract aan. Martha Reeves werd de leadzangeres, Ashford zong de hoogste partijen en Annette Beard de lagere. Weer onderging de groep een naamsverandering: nu namen ze de naam Martha & The Vandellas aan.

## Succes
Het eerste nummer dat Ashford met Martha & The Vandellas op single zou uitbrengen, was in 1962 "I'll Have to Let Him Go", dat eigenlijk bedoeld was voor Mary Wells, een van de grootste Motownsterren. Zij nam het niet op, waardoor het vrijkwam voor Martha & The Vandellas. Hoewel het nummer geen hit werd, mocht Ashford wel mee met andere Motown-artiesten op de Motortown Revue. Door deze tournee kreeg de groep meer naamsbekendheid. Hun volgende single, "Come and Get These Memories", werd mede daardoor hun eerste hit. Daarna ging het snel met de groep. Vanaf 1963 maakte Ashford deel uit van de populairste meidengroep van Motown. Met top 10-hits als "(Love Is Like a) Heatwave", "Quicksand" en "Dancing in the Street" had de groep zich binnen twee jaar opgewerkt van achtergrondzangeressen tot een van de populairste groepen van Amerika.
Na het uitbrengen van "Quicksand" verliet Annette Beard de groep om, ondanks het succes, een gezin te stichten. Zij werd vervangen door Betty Kelly, die daarvoor deel had uitgemaakt van The Velvelettes. Met Kelly in de groep bleven de hits voor Martha & The Vandellas maar komen. Wel waren The Supremes, ook van Motown, de groep voorbijgestreefd als populairste meidengroep van het platenlabel. Toch lukte het Ashford met de groep om nummers als "Jimmy Mack", "Nowhere to Run" en "I'm Ready for Love" in de top 10 van de Amerikaanse hitlijsten te plaatsen.

## Neergang
Na het vertrek van songwriters William "Mickey" Stevenson, Brian Holland, Lamont Dozier en Eddie Holland, die vrijwel alle hits voor Martha & The Vandellas hadden geschreven, ging het bergafwaarts met de groep. Daarnaast werd Betty Kelly ontslagen, onder meer door ruzies met Martha Reeves, wier zus Lois Reeves vervolgens in de Vandellas werd opgenomen. Daarbij nam de groep de naam Martha Reeves & The Vandellas aan om leadzangeres Martha Reeves meer in de schijnwerpers te zetten.
Na de laatste naamsverandering bracht de groep nog maar één top 40-hit uit in de VS, namelijk "Honey Chile". Door dit verminderde succes ging Martha Reeves mentaal sterk achteruit. Zij ging drugs gebruiken en moest daarvoor zelfs naar een afkickkliniek. Toen zij weer in staat was op te treden en op te nemen, besloot Ashford dat het genoeg was. Ze stopte in 1969 met zingen bij Martha Reeves & The Vandellas en werd vervangen door opnieuw een voormalig van The Velvelettes, Sandra Tilley.

## Latere leven
Vervolgens werkte Ashford als verpleegster. In 1978 liet ze zich, samen met Martha Reeves en Annette Beard, overhalen om op te treden tijdens een reünieconcert ter ere van acteur Will Geer. In 1989 bracht ze met de groep zelfs weer een single uit, getiteld "Step into My Shoes". Dit was voor Motorcity Records, een Britse platenmaatschappij van Ian Levine, waar vele andere oud-Motownsterren ook singles opnamen. In 1995 werd Ashford, samen met de zusters Reeves, Betty Kelly en Annette Beard in de Rock and Roll Hall of Fame gehuldigd.
- Library of Congress Control Number: n2019021322
- MusicBrainz: 9338fdf5-1b08-416c-9e51-c5e447a06266
- Virtual International Authority File: 399155708731122580008